# Proterorhinus tataricus
Proterorhinus tataricus és una espècie de peix de la família dels gòbids i de l'ordre dels perciformes.

## Morfologia
- Els mascles poden assolir 9,2 cm de longitud total.[4]

## Hàbitat
És un peix de clima temperat i demersal.

## Distribució geogràfica
Es troba a Europa: riu Chornaya (Crimea, Ucraïna).

## Observacions
És inofensiu per als humans.